# علم تطبيقي
العلوم التطبيقية هي تطبيق المعرفة في أحد حقول العلوم الطبيعية لحل مشاكل عملية. لذلك تعتبر جزء أساسيا من تطوير التقنية.
```
العلوم التطبيقية هي تطبيق المعرفة العلمية ونقلها إلى البيئة المادية. وتشمل الأمثلة على 
اختبار
 
نموذج
 
نظري
 باستخدام العلم الرسمي أو حل مشكلة عملية من خلال استخدام العلوم التطبيقية.
```

من الأمثلة على أهمية العلوم التطبيقية هي الهندسة كمجال مشمول بالعلوم التطبيقية يقوم بتطوير التقنية ومن الأمثلة أيضًا الطب، مع ذلك فهنالك نوع من التغذية المتبادلة ما بين العلوم الأساسية والعلوم التطبيقية خلال عملية البحث والتطوير.
العلوم التطبيقية تختلف عن العلوم الأساسية، والتي تسعى لوصف الأشياء الأساسية والقوى، بعد أن يقل التركيز على التطبيقات العملية. يمكن أن تكون العلوم التطبيقية مثل العلوم البيولوجية والعلوم الطبيعية.

## الفروع
تتضمن فروع الهندسة ديناميكا حرارية، انتقال الحرارة، ميكانيكا الموائع، علم السكون، ديناميكا، ميكانيكا المواد، علم الحركة المجردة، كهرومغناطيسية، علم المواد، علوم الأرض، فيزياء هندسية.